# Berliner Astronomisches Jahrbuch

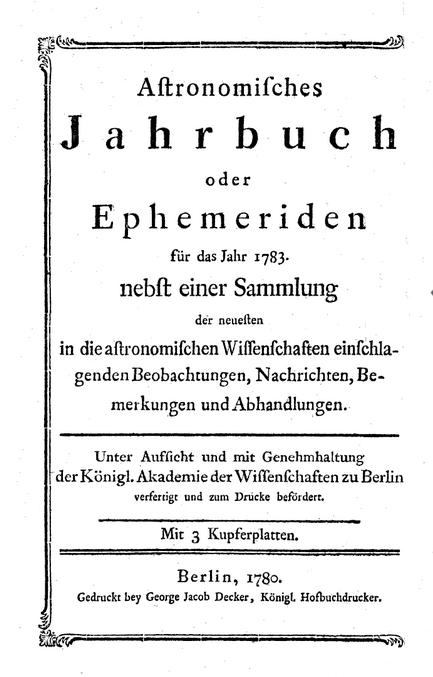
image du Berliner Astronomisches Jahrbuch

Le Berliner Astronomisches Jahrbuch (littéralement l'« Annuaire astronomique berlinois » ; en abrégé. B.A.J. ) est un almanach d'éphémérides astronomiques et l'une des plus longues séries de publications en astronomie. C'était un recueil des éphémérides de tous les grands corps du système solaire et des étoiles fondamentales qui définissent le système de référence céleste.
La série des B.A.J. a été fondée par Johann Elert Bode et est donc parfois appelée Astronomisches Jahrbuch de Bode. Il a commencé sa publication en 1776 et elle s'est poursuivie jusqu'en 1960, date à laquelle il a été fusionné dans l'édition internationale des Astronomical Ephemeris et des Apparent Places of Fundamental Stars (APFS). Cette fusion a été décidée en 1959 par l'Union astronomique internationale.
À partir de 1907, il contenait les positions apparentes (en) précises du premier catalogue fondamental international qui a été compilé pour l' astrométrie ; plus tard, ces données ont été actualisées dans le cadre des catalogues fondamentaux FK3 et FK4.
Dans les années 1940, l'almanach a été édité en coopération avec l'Astronomisch-Geodätisches Jahrbuch (de) du Recheninstitut à Heidelberg, en Allemagne, qui a également été fusionné dans les éditions de l'UAI comme d'autres almanachs nationaux.